# Circleville (Utah)
Circleville is una localidad del condado de Piute, estado de Utah, Estados Unidos. Según el censo de 2000, la población era de 505 habitantes.

## Geografía
Según la oficina del censo de Estados Unidos, la localidad tiene un área total de 23,5 km². No tiene superficie cubierta de agua.

## Demografía
Según el censo de 2000, había 505 habitantes, 172 casas y 132 familias residían en la localidad. La densidad de población era 21,5 habitantes/km². Había 222 unidades de alojamiento con una densidad media de 9,5 unidades/km².
La máscara racial de la ciudad era 97,23% blanco, 0,20% afroamericano, 0,40% indio americano, 0,20% asiático, 0,20% de las islas del Pacífico, 0,99% de otras razas y 0,79% de dos o más razas. Los hispanos o latinos de cualquier raza eran el 4,36% de la población.
Había 172 casas, de las cuales el 37,2% tenía niños menores de 18 años, el 68,0% eran matrimonios, el 5,8% tenía un cabeza de familia femenino sin marido, y el 22,7% no eran familia. El 22,1% de todas las casas tenían un único residente y el 14,5% tenía sólo residentes mayores de 65 años. El promedio de habitantes por hogar era de 2,94 y el tamaño medio de familia era de 3,45.
El 34,7% de los residentes era menor de 18 años, el 5,9% tenía edades entre los 18 y 24 años, el 18,4% entre los 25 y 44, el 23,2% entre los 45 y 64, y el 17,8% tenía 65 años o más. La media de edad era 37 años. Por cada 100 mujeres había 98,8 hombres. Por cada 100 mujeres de 18 años o más, había 98,8 hombres.
El ingreso medio por casa en la ciudad era de 32.083$, y el ingreso medio para una familia era de 36.875$. Los hombres tenían un ingreso medio de 25.536$ contra 19.063$ de las mujeres. Los ingresos per cápita para la ciudad eran de 12.919$. Aproximadamente el 8,7% de las familias y el 12,8% de la población estaban por debajo del nivel de pobreza, incluyendo el 15,2% de menores de 18 años y el 12,5% de mayores de 65.